# Plutos geografi

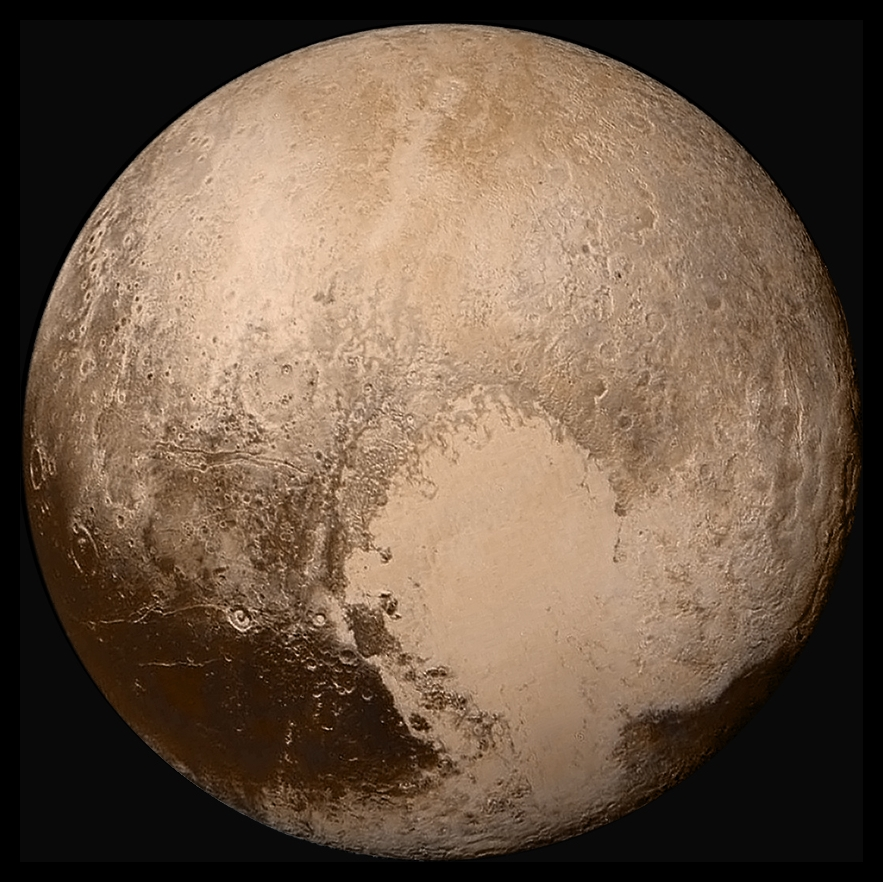
Bild på Pluto tagen av New Horizons.

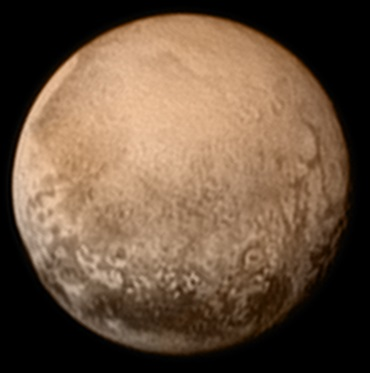
Bild på Pluto tagen av New Horizons.

Plutos geografi karakteriseras av regionerna på dvärgplaneten Pluto. Den 14 juli 2015 kom New Horizons-sonden förbi för första gången och färdades ett varv runt dvärgplaneten. Under dess korta tur runt Pluto gjorde New Horizons detaljerade geografiska mätningar och observationer av Pluto och dess månar.